# Alexandre Sattler
Pour les articles homonymes, voir Sattler.
Alexandre Sattler, né le 3 juin 1980 à Colmar, est photographe auteur, réalisateur et créateur de documentaires sonores en France et à l’étranger. 
Son parcours de vie l’a amené à faire des reportages dans de nombreux pays d’Asie et d’Afrique. 

## Biographie

### Débuts
Alexandre Sattler est né le 3 juin 1980 à Colmar. Son parcours de vie l’a amené à faire des reportages dans de nombreux pays d’Asie et d’Afrique. Il fait partie de la mouvance des photographes humaniste qui photographient essentiellement l’humain dans son contexte culturel et social.
Après des études de protection et de préservation de l’environnement, Alexandre réalise son premier projet de reportage, financé par le Ministère de la Jeunesse et des Sports, en Australie pour documenter le lien des aborigènes à leur environnement. Puis les voyages en tant qu’expatrié, volontaire de la solidarité internationale pour l'Alliance française au Japon et au Laos, chef de mission, reporter s’enchainent.

### Parcours
Pour la presse, il est notamment publié dans Ultreïa, Kaizen Magazine, Azylo.
Il est également mandaté pour de nombreux reportages photo en Afrique et en Asie pour le compte d’agences de voyage (Aguila, l’ATES, Rencontre au Bout du Monde, Echangeons le Monde, CroisiEurope), des entreprises (Jardins de Gaia, Forweavers, Econovia) et des associations de solidarité internationale (Enfants du Mékong, France Parrainages, Médecin sans frontière, Partenaires, Solhimal, Amnesty Internationale, Mouvement Colibris).
Son travail photographique donne également jour à plusieurs ouvrages publiés à compte d'éditeur (Hozhoni, Akinome, Almora). Ses ouvrages et reportages sont diffusés dans des écoles, collèges et lycées.
Reporter radio, il réalise des émissions sur le thème de l'environnement et de la diversité culturellepour les radios libres et les plateformes de podcast.

## Réalisation vidéo
Alexandre Sattler est également réalisateur. En 2019 il co-réalise avec Françoise Schöller le film « un piano sur les routes d’Himalaya » diffusé sur la chaine Voyage qui retrace le voyage de Marc Vella et son piano à queue à travers l’Inde, le Népal et le Tibet.
De 2021 à 2025 il co-réalise avec Dorothée Adam, la série « Cap sur les Oasis», sur le thème des éco-villages et des tiers lieux en France. Cette série est diffusée sur TF1 et TV5 Monde

## Publications
- Les saddhus, une société d'hommes libres, Almora, 2014 (ISBN 978-2-35118-224-6)
- Eclats de joie  (préf. Olivier Föllmi), Hozhoni, 2016 (ISBN 978-2-37241-0250)
- Ode à la bienveillance  (préf. Matthieu Ricard), Hozhoni, 2019 (ISBN 978-2-37241-060-1)
- La Doyenne du monde, Akinomé, 2020 (ISBN 979-10-96405-28-2)
- Éloge du sourire  (préf. David le Breton), Hozhoni, 2022 (ISBN 978-2-37241-088-5)
- WABI SABI, En quête d'Harmonie, Akinomé, 2024 (ISBN 978-2-494997-02-8)
- Le Thé, la Terre et les Hommes, éditions de la Martinière, 2025 (ISBN 979-10-401-1721-6)

## Expositions et conférences
Le travail photographique d'Alexandre Sattler est exposé dans des galeries, institutions ou festivals en France et à l'étranger.
- 2015 : Exposition “Songes en Terre Birmane[18] au FIAP à Paris
- 2015 : Exposition “YOUnity”[19] sur le festival du Grand Bivouac
- 2016 : Exposition pleine air à l’Abbaye de l’Epau[20]
- 2017 : Exposition au Festival “Présence photographie”[21] à Montélimar
- 2017 : Exposition à la Nuit Blanche[22] œuvre commune de la Mairie de Paris
- 2019 : Exposition au festival d'ABM à Paris[23]
- 2019 : Exposition au salon du tourisme SITV
- 2019 : Exposition festiphoto[24] aux bords du lac d’Annecy
- 2021 : Exposition au festival NoMad[25], conférence sur la Namibie, invité par Babel Voyage
- 2022 : Exposition et conférence au Bénin TV5 Monde[26]
- 2022 : Invité à la Biennal de l’image[27] à Epinal
- 2023 : Conférence et projection des images d'Alexandre Sattler à l'institut français au Laos.
- 2023 : Exposition « éloge du sourire » et intervention en mars sur le salon Curieux voyageurs[28]